# English Bicknor
English Bicknor est une paroisse civile et un village du Gloucestershire, en Angleterre.